# 圣安娜-达瓦尔任
圣安娜-达瓦尔任是巴西米纳斯吉拉斯州的一个市镇。总面积172.729平方公里，总人口7092人，人口密度41.1人/平方公里。